# Lepidolejeunea involuta
Lepidolejeunea involuta là một loài Rêu trong họ Lejeuneaceae. Loài này được (Gottsche) Grolle mô tả khoa học đầu tiên năm 1984.